# Sarkel (Rostov)
Sarkel (en rus: Саркел) és un poble (un possiólok) de l'óblast de Rostov, a Rússia, segons el cens rus del 2010 tenia 1.378 habitants. Pertany al districte de Tsimliansk.